# Dlouhá Brtnice
Dlouhá Brtnice là một làng thuộc huyện Jihlava, vùng Vysočina, Cộng hòa Séc.